# Campionato colombiano di hockey su pista
Il campionato colombiano di hockey su pista è il torneo istituito ed organizzato dalla Federazione di pattinaggio della Colombia.

## Albo d'oro
| Stagione | Vincitore              | Secondo Posto          | Terzo posto            | Note                   |
| 1996     | D'Rapeg                |                        |                        |                        |
| 1997     | Centauros              |                        |                        |                        |
| 1998     | Vilachi                |                        |                        |                        |
| 1999     | Edizione non disputata | Edizione non disputata | Edizione non disputata | Edizione non disputata |
| 2000     | Valle                  |                        |                        |                        |
| 2001     | Centauros              |                        |                        |                        |
| 2002     | Vilachi                |                        |                        |                        |
| 2003     | Centauros              |                        |                        |                        |
| 2004     | D'Rapeg                |                        |                        |                        |
| 2005     | Patin Sport            |                        |                        |                        |
| 2006     | Centauros              |                        |                        |                        |
| 2007     | D'Rapeg                |                        |                        |                        |
| 2008     | Patin Sport            |                        |                        |                        |
| 2009     | Siete Rios             |                        |                        |                        |
| 2010     | Mimbre                 |                        |                        |                        |
| 2011     | Corazonista Antioq     |                        |                        |                        |
| 2012     | Patin Sport            |                        |                        |                        |
| 2013     | Manizales              |                        |                        |                        |
| 2014     | Patin Sport            |                        |                        |                        |
| 2015     | Manizales              |                        |                        |                        |

### Riepilogo vittorie per squadra
| Numero | Club               | Anni                   |
| ------ | ------------------ | ---------------------- |
| 4      | Centauros          | 1997, 2001, 2003, 2006 |
| 4      | Patin Sport        | 2005, 2008, 2012, 2014 |
| 3      | D'Rapeg            | 1996, 2004, 2007       |
| 2      | Vilachi            | 1998, 2002             |
| 2      | Manizales          | 2013, 2015             |
| 1      | Valle              | 2000                   |
| 1      | Siete Rios         | 2009                   |
| 1      | Mimbre             | 2010                   |
| 1      | Corazonista Antioq | 2011                   |